# (26379) 1999 HZ1
1999 HZ1 (asteroide 26379) é um APL. Possui uma excentricidade de 0.57614722 e uma inclinação de 8.68855º.
Este asteroide foi descoberto no dia 20 de abril de 1999 por LINEAR em Socorro.